# Alfa Romeo D2
Le moteur Alfa Romeo D.2 « Dux » est un moteur d'avion en étoile, refroidi par air et produit par le constructeur italien Alfa Romeo Avio entre les années 1930 et 1934. C'est le premier moteur d'avion conçu et fabriqué intégralement par Alfa Romeo.

## Le projet
Le moteur Alfa Romeo D.2 a été conçu par l'ingénieur Vittorio Jano en 1929. Les études de conception ont été lancées à la suite de la demande du ministère italien de l'Aviation militaire du gouvernement de Mussolini pour avoir une réserve de moteurs d'avions italiens. L'Alfa Romeo D.2 fait suite à un précédent projet, Alfa Romeo D qui n'est jamais entré en production. 
En fait, cette gamme de moteurs comprend 3 variantes :
- D.1 : version de base sans compresseur,
- D.2 : version avec compresseur
- D.4 : version avec compresseur et réducteur.

Le compresseur, de production Alfa Romeo, est monté à l'arrière du moteur et relié au vilebrequin par l'intermédiaire d'engrenages et disposait d'un réglage manuel ou automatique. Ce type de compresseur était déjà utilisé sur les voitures de course Alfa Romeo. Le collecteur d'admission était en fonte et à ailettes pour améliorer le refroidissement.

## Applications
Royaume d'Italie
- Breda Ba.25
- Caproni Ca.10/D2
- Caproni Ca.105

## Caractéristiques générales
- distribution : OHV 2 soupapes par cylindre
- alimentation : 3 carburateurs
- compresseur : centrifuge

## Sources